# MLS Cup 2007
De MLS Cup 2007 was de voetbal kampioenschapswedstrijd van het MLS Seizoen 2007. Deze wedstrijd werd gespeeld op 18 november 2007. Houston Dynamo won voor de tweede keer op rij de MLS Cup door New England Revolution met 2-1 te verslaan.

## Stadion
Het Robert F. Kennedy Memorial Stadium, de thuishaven van DC United, heeft de MLS Cup 2007 georganiseerd, dit was de derde keer dat het stadion werd gebruikt voor de finale van de MLS en de eerste keer sinds 2000. De MLS had bekendgemaakt dat Plácido Domingo het Amerikaanse volkslied zingt en dat Jimmy Eat World optrad tijdens de halftime show.